# Torre de televisión de Ereván
La Torre de TV de Ereván es una torre de radiodifusión de 311,7 metros (1.023 pies) de velocidad ubicada en la colina Nork en Ereván, cerca del centro de la ciudad que es capital de Armenia. Fue construida desde 1974 hasta 1977 como un reemplazo para la vieja torre de TV de 180 metros (590 pies) en Ereván. Siendo actualmente el punto más alto de la ciudad, es una de las torres más altas del mundo. La instalación de la torre en 1977 le permitió recibir gran variedad de programas de la televisión central de Moscú, así como de otras repúblicas de la desaparecida Unión Soviética.